# Duque de Caxias Futebol Clube
Il Duque de Caxias Futebol Clube, noto anche semplicemente come Duque de Caxias, è una società calcistica brasiliana con sede nella città di Duque de Caxias, nello stato di Rio de Janeiro.

## Storia
Il Tamoio Futebol Clube è stato fondato il 22 febbraio 1957, a Xerém, un distretto di Duque de Caxias, dagli sportivi locali.
L'8 marzo 2005, il sindaco di Duque de Caxias, Washington Reis, ha rifondato il Tamoio Futebol Clube con il nome di Duque de Caxias Futebol Clube, con lo scopo di aumentare la visibilità del club.
Nel 2008, il Duque de Caxias ha terminato al 4º posto nel Campeonato Brasileiro Série C dello stesso anno, ottenendo la promozione nel Campeonato Brasileiro Série B 2009.

## Palmarès

### Competizioni statali
- Copa Rio: 1

2013
- Campeonato Carioca Série B1: 1

2023